# Matthias Zimmermann
Matthias Jürgen Zimmermann (ur. 16 czerwca 1992 w Karlsruhe) – niemiecki piłkarz występujący na pozycji obrońcy w Fortunie Düsseldorf.

## Kariera klubowa
Zimmermann treningi rozpoczął w zespole VfB Grötzingen. W 2002 roku przeszedł do juniorów zespołu Karlsruher SC. W 2009 roku został włączony do jego pierwszej drużyny, grającej w 2. Bundeslidze. Zadebiutował w niej 6 grudnia 2009 roku w wygranym 3:1 pojedynku z Rot Weiss Ahlen. 28 listopada 2010 roku w wygranym 4:0 pojedynku z Rot-Weiß Oberhausen strzelił pierwszego gola w 2. Bundeslidze. W barwach KSC Zimmermann rozegrał łącznie 50 spotkań i zdobył jedną bramkę.
W 2011 roku odszedł do pierwszoligowej Borussii Mönchengladbach. W Bundeslidze pierwszy mecz zaliczył 5 listopada 2011 roku przeciwko drużynie Hertha BSC (2:1).

## Kariera reprezentacyjna
Zimmermann jest byłym reprezentantem Niemiec U-15, U-16, U-17, U-18 oraz U-19. W 2011 roku zadebiutował w kadrze Niemiec U-20.

## Sukcesy

### Indywidualne
- Medal Fritza Waltera: Brąz w 2010 (U-18)[a]